# Причины психических расстройств

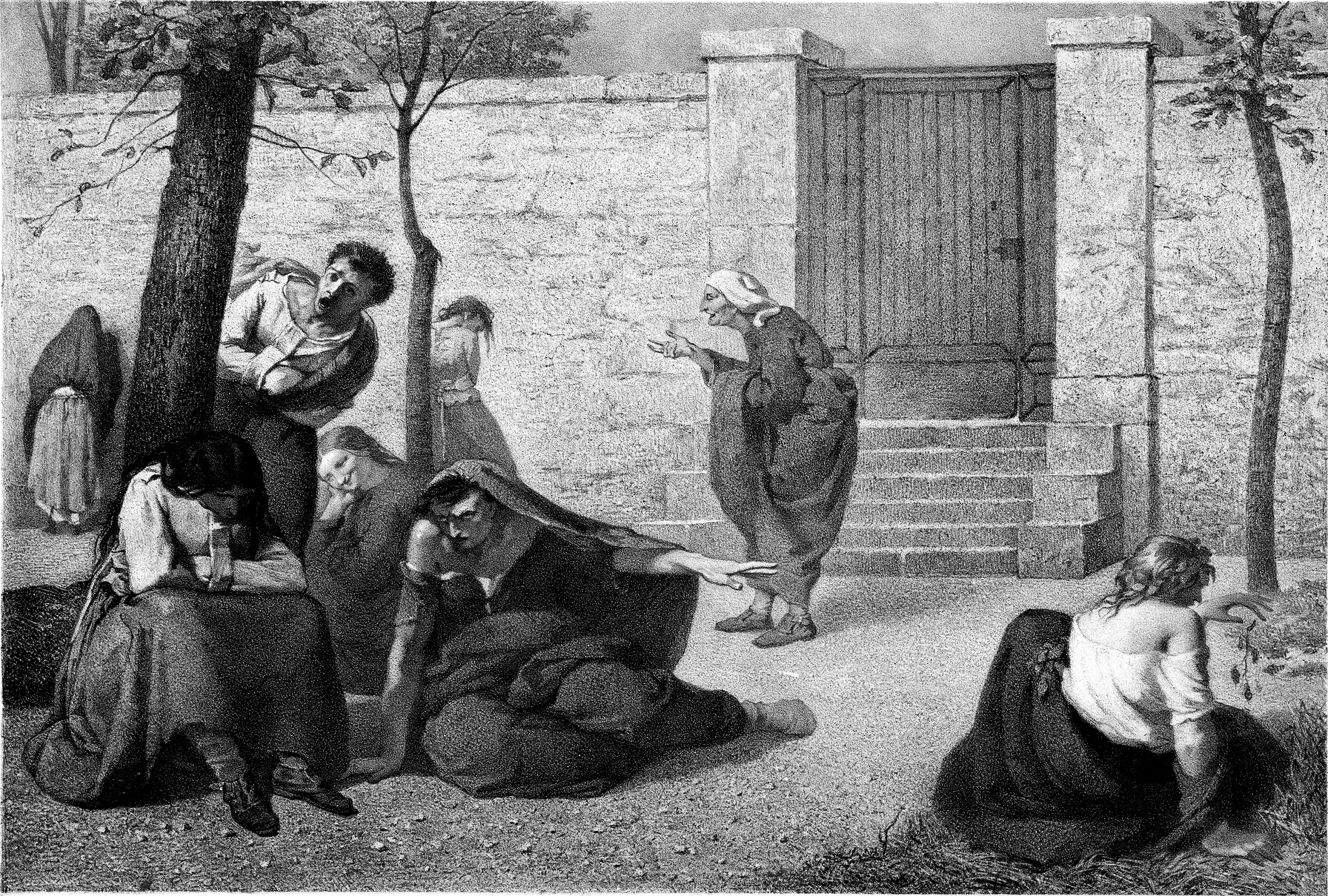
Картина А. Готье, изображающая людей с наиболее распространёнными психическими расстройствами в XIX веке, в садах госпитальной группы Сальпетриера: деменция, мегаломания, острая мания, меланхолия, олигофрения, галлюцинации, эротомания и прогрессивный паралич.

Эксперты Американской психиатрической ассоциации определяют психические расстройства человека клинически значимым поведенческим или психологическим следствием дистресса. Факторы, провоцирующие психические расстройства, зависят от заболевания и особенностей характера.
Причины развития многих психических расстройств до конца не ясны.

## Теория

### Общая теория
Существует ряд теорий и примеров, проясняющих этиологию психических расстройств и предоставляющих собственную классификацию болезней, причин их развития и методов лечения. Мнения о дифференциации сознания и мозга также могут быть различны. С XX века принято, что психические заболевания провоцируются сложными отношениями в семье, а уже в конце 1990-х годов подтверждено, что подобные конфликты приводят к депрессии и шизофрении.

### Медицинская или биомедицинская модели
Существуют различия между «биомедицинской» и «социальной» моделями психических расстройств: в первой рассматриваются потенциальные процессы, болезни и симптомы; во второй — влияние их проявлений на способность к социальному взаимодействию.

## Причины возникновения
Факторы риска развития психических заболеваний включают в себя генетическую наследственность, например склонность к депрессии или личностные особенности родителей, зависимость от психоактивных веществ и их употребление в период депрессии, неадекватное лечение, неблагоприятные жизненные события, миграцию, ограничения свободы, детские травмы, потерю близкого человека или разлуку с семьёй, наследственность, насилие над детьми, семейный анамнез, пессимизм и чрезмерную эмоциональность и импульсивность.
В феврале 2013 года в ходе исследования были выявлены общие генетические связи между пятью основными психическими расстройствами: аутизмом, СДВГ, биполярным аффективным, большим депрессивным расстройствами и шизофренией. При некоторых заболеваниях были обнаружены различия в размере и активности областей мозга. Исследования показали, что генетика может играть весьма важную роль в развитии психических расстройств, хотя провести надёжную идентификацию связей между конкретными генами и психическими нарушениями оказалось труднее. 
Немаловажно состояние окружающей среды при беременности и родах; риск развития некоторых психических расстройств может повышаться из-за черепно-мозговых травм. Были обнаружены противоречивые соотношения между вирусными инфекциями, злоупотреблениями психоактивными веществами и состоянием физического здоровья.

## Биологические факторы
Биологические факторы также могут оказывать пагубное воздействие на психическое здоровье человека: генетика, дородовые травмы, инфекции, интоксикации, дефекты развития головного мозга, аномалии развития, биохимический дисбаланс и прочее. 
Многие специалисты считают единственным основанием для развития психических расстройств ослабление мозга и нервной системы.